# كيفن أندرسون (كرة سلة)
كيفن أندرسون (بالإنجليزية: Kevin Anderson)‏ مواليد 21 ديسمبر 1988 في أتلانتا، هو لاعب كرة سلة أمريكي. بدأ مسيرته الاحترافية في سنة 2011. يلعب في الدوري البولندي لكرة السلة كلاعب هجوم خلفي. يحمل الرقم 14. يبلغ طوله 6 قدم 0 بوصة (1.8 م).

## المسيرة الاحترافية
لعب مع ستراسبورغ أي جي في الدوري الفرنسي في موسم 2011–2012، ثم لعب مع كانتون شارج في سنة 2012، ثم لعب مع بالاكانسترو كانتو في الدوري الإيطالي في موسم 2012–2013.

## روابط خارجية
- كيفن أندرسون على موقع كرة السلة الأوروبية.كوم (الإنجليزية)
- كيفن أندرسون على موقع كلية كرة السلة في سبورتس رفرنس.كوم (الإنجليزية)
- كيفن أندرسون على موقع ريلجم (الإنجليزية)
- كيفن أندرسون على موقع بروبوليرز (الإنجليزية)
- كيفن أندرسون على موقع سبورتس رفرنس (الإنجليزية)
- كيفن أندرسون على موقع سبورتس رفرنس (الإنجليزية)